# Niclas Kindvall
Niclas Kindvall (* 19. února 1967 Rotterdam, Nizozemsko) je bývalý švédský fotbalista, který hrával na pozici útočníka. Během své kariéry se stal nejlepším střelcem švédské ligy Allsvenskan. Bylo to v roce 1994, kdy dal celkem 24 gólů v dresu IFK Norrköping. Jeho otec Ove se stal také králem střelců v Allsvenskan.

## Klubová kariéra
Niclas se narodil v roce 1967 v Rotterdamu, kde jeho otec hrál za zdejší klub Feyenoord. Niclas začal hrát fotbal ve Švédsku, kde strávil s výjimkou let 1994–1996 celou svou kariéru. V daných letech působil v německém klubu Hamburger SV, za něhož odehrál 19 bundesligových zápasů a vstřelil 2 branky.

## Reprezentační kariéra
Nastupoval i za švédskou fotbalovou reprezentaci. Celkem odehrál ve národním týmu 6 zápasů, aniž by vstřelil branku.